# Leptidea sinapis
Leptidea sinapis, още известна като „синапица“ е вид пеперуда от семейство Pieridae. Външно неразличима от близкия вид Leptidea juvernica, като диференцирането става на база надморската височина, на която е намерен даден екземпляр. L.juvernica е подчертано планински вид, докато L.sinapis предпочита по-ниски и топли местообитания.

## Разпространение
Видът е разпространен в Европа, Мала Азия до Южен Сибир.

## Начин на живот и хранене
Синапицата предпочита пасища, сечища и покрайнини на гори. Като цяло не е строго обвързана с определен хабитат. Храни се с растения от семейство Бобови. Лети от април до септември.